# Alice in Wonderland (mode)
Pour les articles homonymes, voir Alice au pays des merveilles (homonymie).
Alice in Wonderland (Alice au pays des merveilles) est une série de mode réalisée par Grace Coddington au début des années 2000 et photographiée par Annie Leibovitz. Elle est publiée en décembre 2003. Librement inspirée, elle a pour thématique le roman de Lewis Carroll.

## Historique

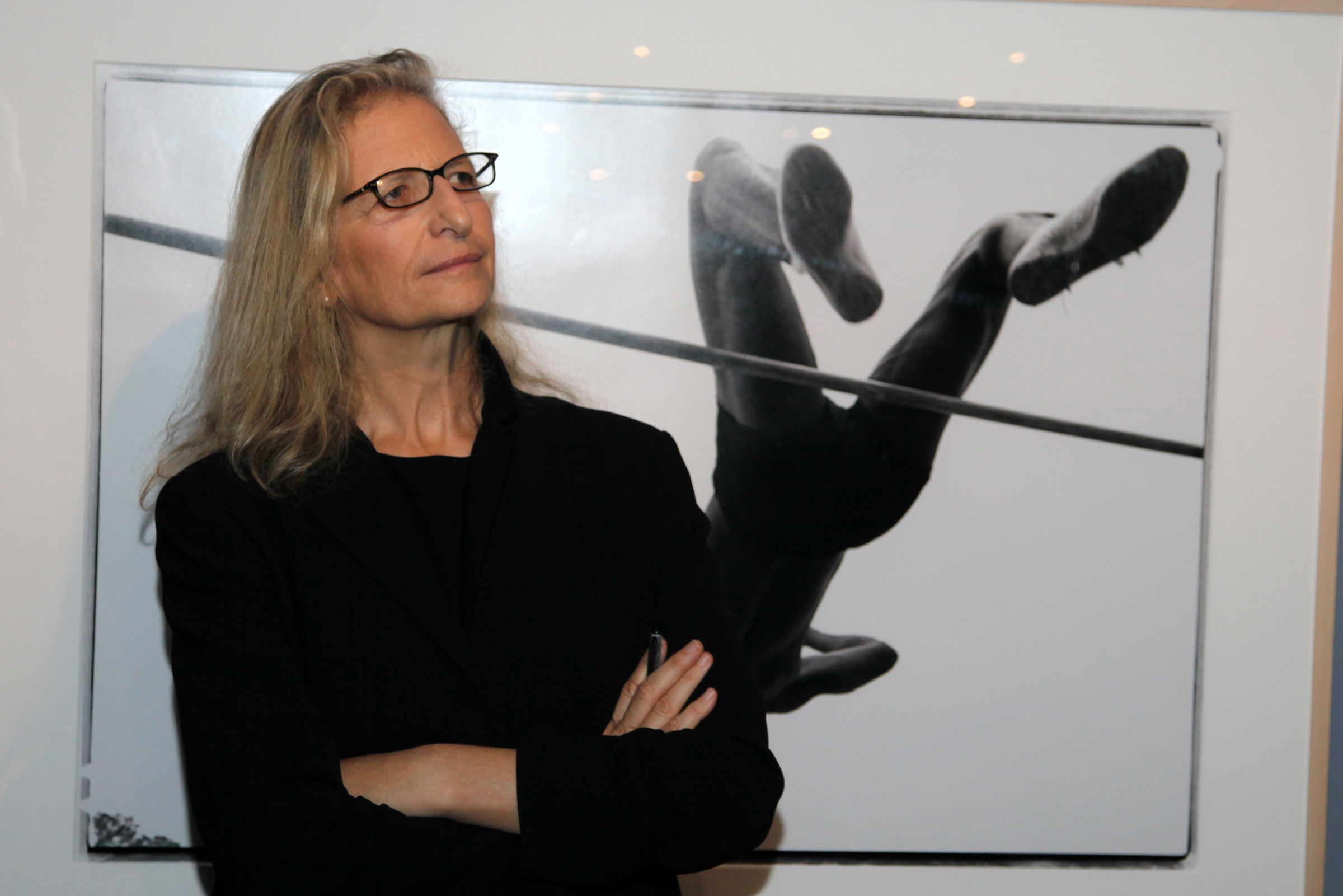
La photographe Annie Leibovitz

En 1995, Grace Coddington devient « directrice de la création » du Vogue américain au côté d'Anna Wintour. Elle développe au sein du magazine le principe des « séries de mode » ou « séquence de style », cherchant à raconter une histoire par l'image : la narration est apportée par le visuel. Déjà quelques décennies avant, lors de son précédent poste au sein du British Vogue, elle expérimente ce principe cher à Beatrix Miller avec des images orientées sur le récit de voyage, photographiées dans plusieurs endroits. Pour l'édition américaine, Grace Coddington prend l'habitude de mélanger au sein des images des mannequins, créateurs ou acteurs. Elle y signe la grande majorité des séries de mode entre les années 1990 et 2010, s'inspirant de films, de récits, contes de fées ou romans : « je déteste montrer des vêtements isolés. je préfère les lier les uns aux autres par un thème ou une histoire. C'est plus drôle, et les lectrices se souviennent mieux de chaque élément » préside-t-elle.
Grace Coddington réalise la série Alice in Wonderland au début des années 2000. Celle-ci est photographiée par Annie Leibovitz et Alice est figurée par Natalia Vodianova. Anna Wintour insiste pour que les stylistes et couturiers soient présents à l'image et fassent tous une robe bleue. Grace Coddington donc habille Stephen Jones en chapelier fou et Christian Lacroix en Lièvre de mars. Au sein des pages sont également présentes les créations de Chanel (haute couture) avec Karl Lagerfeld à l'image, une robe Rochas créée spécialement par Olivier Theyskens lui même représentant Lewis Carroll, une robe Saint Laurent rive gauche signée de Tom Ford qui est le Lapin blanc, une robe Marc Jacobs qui lui symbolise la chenille, une robe Jean Paul Gaultier avec le créateur français en marinière figurant le chat, une robe Viktor & Rolf, le duo jouant Tweedledum et Tweedledee. L'excentrique John Galliano est en Reine de cœur et signe une création pour Dior haute couture,. Helmut Lang réalise les décors. L'acteur Rupert Everett complète la distribution au côté de Donatella Versace en Griffon (en) ainsi que Nicolas Ghesquière qui signe une robe courte pour Balenciaga.